# الله آباد مستوفي (مقاطعة فهرج)
الله‌آباد مستوفي (بالفارسية: الله‌آباد مستوفی) هي قرية تقع في البلدة المركزية في إيران. يقدر عدد سكانها بـ 455 نسمة .